# Stuka
Pour les articles homonymes, voir Stuka (homonymie).
Pour un article plus général, voir Junkers Ju 87.
Stuka est l'abréviation du mot allemand « Sturzkampfflugzeug » — composé de trois mots : Sturz (« chute »), Kampf (« combat ») et Flugzeug (« avion ») — soit en français : « avion de combat en piqué » ou « bombardier en piqué ». Elle désigne l'ensemble des appareils allemands ayant été utilisés à des fins d'appui-sol rapproché et bombardement en piqué, que ce soit au sein des Stukageschwader (« escadres de bombardement en piqué ») ou au sein d'autres unités de la Luftwaffe.
En France, cette abréviation fut rendue célèbre à partir de la bataille de France : les réfugiés pris dans l'exode de 1940 furent traumatisés par les attaques du Junkers Ju 87 avec parfois son hurlement de sirène. Ce bombardier en piqué était le plus répandu de la Luftwaffe à l'époque, aussi l'abréviation Stuka est-elle depuis souvent utilisée, à tort, pour désigner ce seul appareil.

## Stratégie d'attaque

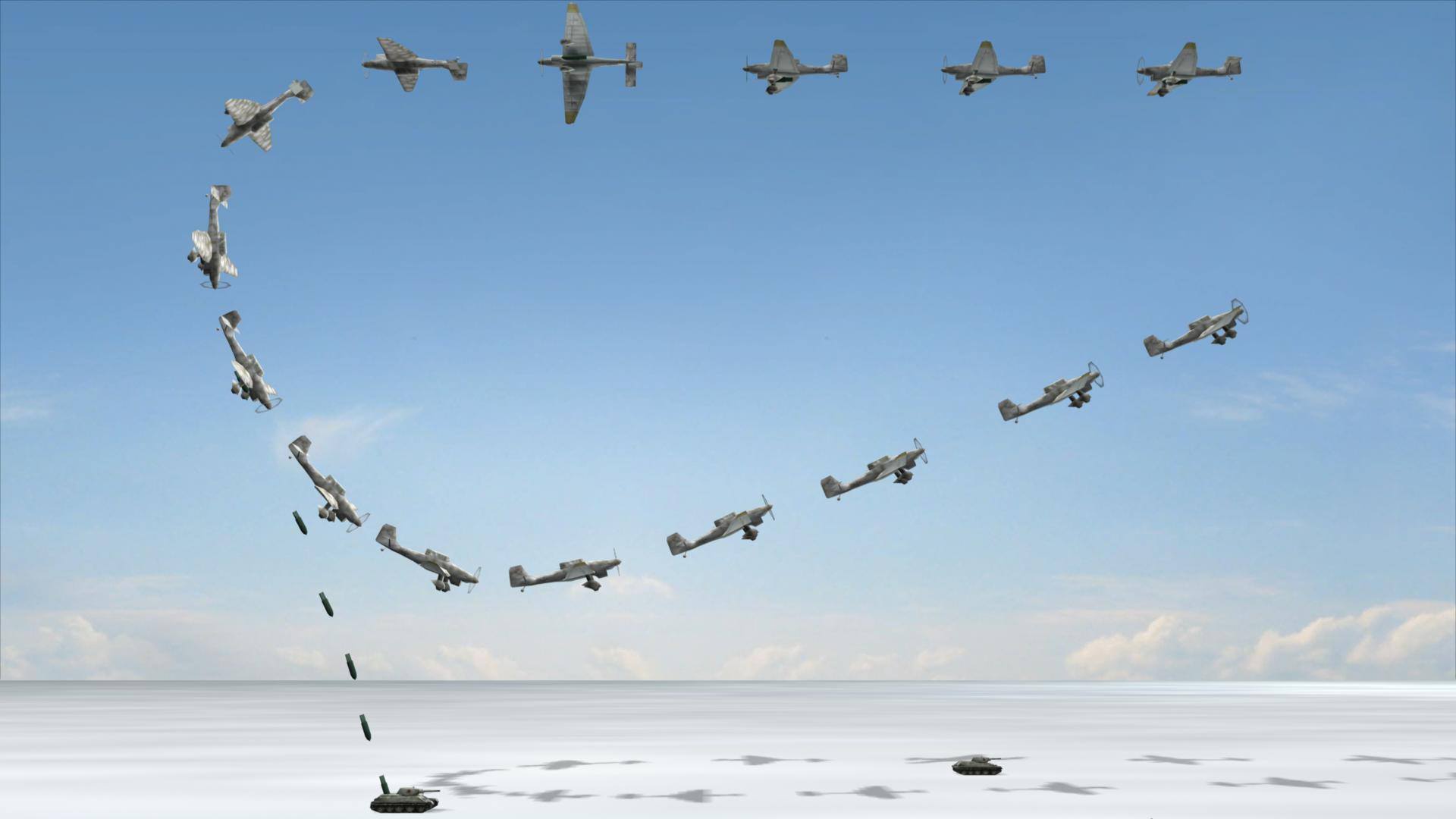
La spécialité du Stuka, le bombardement en piqué d'objectifs précis.

Avant l'invention du bombardement en piqué, la seule possibilité d'attaquer un objectif bien précis était de s'approcher en vol horizontal à basse altitude le plus rapidement possible afin d'éviter les tirs de la DCA.
À l'inverse, un avion de type Stuka arrivait sur la zone de combat à moyenne altitude (3 500 à 4 000 mètres) avant de basculer en demi tonneau en fonçant sur sa cible à la manière des oiseaux de proie. L'attaque en piqué soumettait pilote et appareil à des phénomènes physiques à la limite du supportable. À l'altitude voulue, l'appareil lâchait sa bombe, qui s'apparentait plus à une torpille. L'aviateur devait obligatoirement se débarrasser de sa bombe, sans quoi, avec le poids, il ne pouvait plus redresser son appareil. Cette tactique était la meilleure façon de placer un coup au but et se révéla idéale pour frapper des cibles de faibles surfaces comme les navires, les ponts, les blockhaus, etc. Elle avait également l'avantage d'éviter l'interception par la chasse adverse car lors du piqué, un chasseur ne pouvait suivre faute d'aérofreins.

## Stratégie d'emploi
Les Stuka sont, avec les Panzers, des armes qui ont rendu possible le Blitzkrieg (en français : « la guerre éclair »). Ils sont la création d'Ernst Udet, grand pilote de la Première Guerre mondiale. Rien de prime abord ne paraissait aussi peu raisonnable que cette spécification portant sur un avion capable de plonger presque à la verticale sur un objectif fortement défendu, sans dévier de sa route. L'apparition du bombardier en piqué Ju 87 et surtout son utilisation, permit la concrétisation de cette tactique. Sans lui, le succès de l'armée allemande en Pologne, aux Pays-Bas, en Belgique, France, Méditerranée eût été moins éclatant, voire impossible.

## Liste d'avions

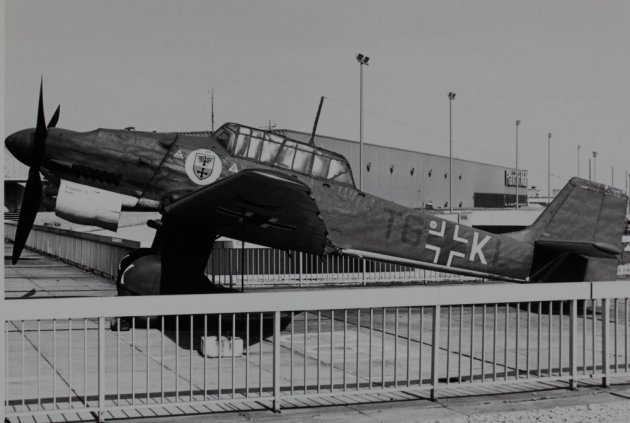
Un Junkers Ju 87, sans conteste le le plus célèbre

Parmi les bombardiers allemands destinés au rôle de Stuka, on peut compter :
- Arado Ar 81 : biplan prototype développé en 1935 ;
- Heinkel He 118 : prototype de 1936 dont le design a influencé le bombardier en piqué Yokosuka D4Y de la Marine impériale japonaise ;
- Henschel Hs 123 : a servi en tant que Stuka de 1936 à 1940 ;
- Junkers Ju 87 : a servi en tant que Stuka de 1937 à la fin de 1943 ;
- Junkers Ju 88 : a servi en tant que Stuka de 1939 à 1945 ;
- Henschel Hs 132 : prototype capturé en 1945 avant son premier vol.

## Sources